# Nàng Hương (phim truyền hình)
Nàng Hương là một bộ phim truyền hình được thực hiện bởi Hãng phim Tây Đô do Lê Văn Duy làm đạo diễn. Phim phát sóng lần đầu vào năm 1996 trên kênh của Đài Phát thanh và Truyền hình thành phố Cần Thơ.

## Nội dung
Chuyện phim xoay quanh mối quan hệ giữa Kiệt (Lê Công Tuấn Anh), một kỹ sư nông nghiệp được cử về vùng nông thôn để thử nghiệm giống lúa mới giúp ích cho bà con, với "Nàng Hương" (Sao Mai/Mỹ Hạnh). Trong một lần ra ngoài làm thu hoạch báo cáo, Kiệt đã đến thăm nhà Ba Dần (Đoàn Dũng), một phú ông trong vùng và gặp Hương, cô gái trẻ đẹp với đôi mắt đượm buồn. Cả hai sau đó nhanh chóng nảy sinh tình cảm với nhau; trớ trêu thay, Hương lúc này đã là vợ của Ba Dần. Nhưng vốn cuộc hôn nhân này đối với cô cũng không hề hạnh phúc bởi thực chất vì gia đình cô mắc nợ nhà Ba Dần nên cha mẹ Hương phải gả Hương đi để trừ nợ. Và mối tình của cả hai từ đó bị ngăn trở bởi bức tường của gia đình cùng những lời dị nghị...

## Diễn viên
- Lê Công Tuấn Anh trong vai Kiệt
- Sao Mai/Mỹ Hạnh trong vai Hương[1]
- NSƯT Đoàn Dũng trong vai Ba Dần[1]
- Hồng Ánh trong vai Tươi[1]
- Nguyễn Hoàng trong vai Năm Nhơn[2]
- Lê Trung Cương trong vai Huyền[1]
- Mạc Can trong vai Ông Hai Đọ[1]
- Võ Hoàng Như Phúc trong vai Ngọc

Cùng một số diễn viên khác....

## Sản xuất
Công ty sản xuất bộ phim là Hãng phim Tây Đô. Ý tưởng thực hiện tác phẩm bắt nguồn từ khi nhà thơ Trần Hữu Dũng, một kỹ sư nông nghiệp của Trường Đại học Cần Thơ và cũng từng là học trò của ông Võ Văn Chung (gọi tên thân mật là Hai Chung), thuật lại câu chuyện làm rể "hụt" nhà ông Hai Chung với đạo diễn Lê Văn Duy, khiến ông hào hứng và quyết định lấy cả hình tượng lẫn câu chuyện nhà thơ để đem lên màn ảnh nhỏ. Tên của phim lấy từ tên giống lúa Nàng Hương, có nguồn gốc thuộc vùng Nam Bộ Việt Nam.
Quá trình ghi hình bộ phim diễn ra hoàn toàn tại tỉnh Long An. Phần kịch bản được Lê Văn Duy nhờ nhà văn Võ Phi Hùng viết, song song với thời gian quay phim; tuy nhiên, Phi Hùng chỉ viết kịch bản cho ba tập đầu và những tập sau đó thì phải ngưng do bận việc. Vì vậy, đạo diễn Lê Văn Duy đã tự viết tiếp kịch bản cho những tập còn lại của phim.
Đây được coi là tác phẩm cuối cùng trong sự nghiệp diễn xuất của Lê Công Tuấn Anh, bởi khi còn đang đóng phim dở, anh đã bất ngờ qua đời vì tự tử. Sau khi Lê Công mất, các cảnh có mặt anh được đoàn phim mướn người khác đóng thế, lồng tiếng và quay phim, trong đó những phân cảnh này chỉ quay phần lưng của nhân vật. Khi nhà sản xuất đề nghị với đạo diễn Lê Văn Duy tiếp tục thực hiện phim mà không có Lê Công Tuấn Anh, ông đã xin lỗi và từ chối. Bộ phim sau đó cũng dừng sản xuất và chỉ phát đến hết tập 6 trên sóng truyền hình.

## Đón nhận
Ngay từ khi làm xong và công bố lịch phát sóng, bộ phim đã có đông đảo khán giả chú ý đến vì đây được xem là những thước phim cuối cùng của Lê Công Tuấn Anh. Tại thời điểm lên sóng, tác phẩm nhận về nhiều đón nhận tích cực từ khán giả khi chọn đề tài thời sự nông thôn hấp dẫn cùng diễn xuất thành công của dàn diễn viên. Nàng Hương cũng được khán giả cả nước bình chọn là một trong mười bộ phim hay đợt I năm 1997, tổ chức bởi Đài Truyền hình Việt Nam.
Trong một bài đánh giá phim của nhà báo Hồng Lực, sau này được đưa vào cuốn tuyển tập Tổ quốc và điện ảnh, tác giả đã nhận xét bộ phim như "một bức tranh rộng lớn và đẹp đẽ của đồng bằng sông Cửu Long những ngày sau giải phóng cải tạo và đi lên chủ nghĩa xã hội". Nhà báo cũng dành sự đánh giá cao cho nam diễn viên Đoàn Dũng khi "[với] trình độ diễn xuất bậc thầy, Đoàn Dũng đã khắc họa rất đậm nét hình tượng của một địa chủ miền Nam" và công nhận đây là "thành công lớn" trong sự nghiệp của ông. Dù vậy, người viết vẫn chỉ ra vài lỗi về tình tiết, hóa trang và nhạc nền ở một số cảnh phim.